# کجان این دخترا
«کجان این دخترا» تک‌آهنگی از هنرمند اهل فرانسه داوید گتا، فلو رایدا، نیکی میناژ است که در سال ۲۰۱۱ میلادی منتشر شد. این تک‌آهنگ در آلبوم هیچی غیر از بیت قرار داشت.
این تک‌آهنگ در چارت‌های اسکاتلند در رتبه اول و در چارت‌های کانادا، ایتالیا، والونیا، فرانسه، ایرلند، نروژ، استرالیا، آلمان، دانمارک، فنلاند، سوئد، فلاندرز، سوئیس، نیوزلند، اتریش، بریتانیا، جزو ده ترانه اول قرار گرفت.